# ムアンカーラシン郡
座標: 北緯16度25分57秒 東経103度30分22秒 / 北緯16.43250度 東経103.50611度
ムアンカーラシン郡（ムアンカーラシンぐん）はタイ東北部・カーラシン県にある郡（アムプー）。同県の県庁所在地（ムアン）でもある。

## 名称
カーラシンとは「黒い水」を意味する。これは、元々カーラシンの中心地にはカム川 (ลุ่มน้ำก่ำ) という川が流れていたが、これは現地の言葉で黒川という意味であり、これをラーマ1世がサンスクリット風に表現したものである。

## 歴史
1777年、トンブリー王朝時代、チャオ・ソームパミット（ターオ・ソームパミット）という人物が、ヴィエンチャン王国国王ブニャサーンを逃れて、5000人あまりの住民を引き連れイーサーン各地を放浪の末、現在のカーラシンにたどり着いた。当時この地はバーン・ケンサムローンと呼ばれた。
その後、1791年、ラーマ1世はブニャサーンを討伐するが、このとき、ローイエットの国主に引き連れられて、チャオソームポートはこの遠征に参加するがその功績が認められ、ラーマ1世からこのバーン・ケンサムローンをムアンカーラシンに格上げしてもらい、さらに、プラヤー・チャイスントーンの官職を与えられた。
1894年、チャクリー改革により、プラヤー・チャイスントーン (ケー)が国主の頃、ムアンカーラシンは郡となりウタイカーラシン郡と名を変えた。また、その後、1913年8月1日、カーラシン中心とする地域はカーラシン県となり、同年10月17日ウタイカーラシン郡はムアンカーラシン郡となった。
1931年、ラーマ7世（プラチャーティポック）は財政難と世界恐慌により財政の出費を切りつめるが、このため、ムアンカーラシン郡はルップ郡と名を改めマハーサーラカームに県ごと編入されてしまう。その後、1983年ルップ郡はカーラシン郡と名を変えた。1943年、再びカーラシンは県となった。この後、1947年、再びカーラシン郡はムアンカーラシン郡となった。

## 地理
郡はパーオ川の形成した台地に広がる。パーオ川、パーン川である。
国道227号線が南北に通っており、南にローイエット、北にパンコーン方面と通じる。国道213号線が北東に向かって延びており、サコンナコーンと通じる、209号線が西に向かって延びており、コーンケン方面と通じる。

## 経済
郡内の主な産業は農業であり、コメ、サトウキビ、タピオカなどが生産されている。

## 行政区分
郡は17のタムボンに分かれ、さらにその下位に180の村（ムーバーン）がある。自治体（テーサバーン）があり以下のようになっている。
- テーサバーンムアン・カーラシン・・・タムボン・カーラシン全体
- テーサバーンタムボン・ノーンソー・・・タムボン・ラムパーオ全体とタムボン・ラムクローンの一部
- テーサバーンタムボン・ナーチャーン・・・タムボン・ナーチャーン全体とタムボン・パイ、タムボン・プーポーの一部。
- テーサバーンタムボン・フワイポー・・・タムボン・フワイポー全体

また、郡内には16のタムボン行政体（オンカーンボーリハーンスワンタムボン）がある。以下のリストで欠番のタムボンは分離して、ドーンチャーン郡を形成しているタムボンである。
1. タムボン・カーラシン・・・ตำบลกาฬสินธุ์
2. タムボン・ヌア・・・ตำบลเหนือ
3. タムボン・ルップ・・・ตำบลหลุบ
4. タムボン・パイ・・・ตำบลไผ่
5. タムボン・ラムパーオ・・・ตำบลลำปาว
6. タムボン・ラムパーン・・・ตำบลลำพาน
7. タムボン・チエンクルア・・・ตำบลเชียงเครือ
8. タムボン・ブンウィチャイ・・・ตำบลบึงวิชัย
9. タムボン・フワイポー・・・ตำบลห้วยโพธิ์

1. タムボン・プーポー・・・ตำบลภูปอ

1. タムボン・プーディン・・・ตำบลภูดิน

1. タムボン・ノーンクン・・・ตำบลหนองกุง
2. タムボン・クラーンムーン・・・ตำบลกลางหมื่น
3. タムボン・カミン・・・ตำบลขมิ้น

1. タムボン・ポーントーン・・・ตำบลโพนทอง
2. タムボン・ナーチャーン・・・ตำบลนาจารย์
3. タムボン・ラムクローン・・・ตำบลลำคลอง